# روز مادوكس
روز مادوكس (بالإنجليزية: Rose Maddox)‏ هي كاتبة أغاني ومغنية وموسيقية أمريكية، ولدت في 15 أغسطس 1925 في بواز في الولايات المتحدة، وتوفيت في 15 أبريل 1998 في آشلاند في الولايات المتحدة.

## وصلات خارجية
- روز مادوكس على موقع IMDb (الإنجليزية)
- روز مادوكس على موقع ميوزك برينز (الإنجليزية)
- روز مادوكس على موقع ديسكوغز (الإنجليزية)